# Alois Hödl
Alois Hödl (* 12. Oktober 1962) ist ein ehemaliger österreichischer Fußballspieler und nunmehriger -trainer.

## Karriere

### Als Spieler
Hödl spielte als Aktiver unter anderem für den TSV Hartberg, den TSV Pöllau und den SV Anger. 2009 beendete er seine Karriere.

### Als Trainer
Hödl trainierte ab September 2006 die Union Großsteinbach, wo er auch bereits als Spieler aktiv gewesen war. Nach der Saison 2007/08 verließ er Großsteinbach. Im November 2008 wurde er erneut Trainer des Vereins.
Zur Saison 2009/10 wechselte Hödl zur Zweitmannschaft des Regionalligisten SC Weiz. Im Sommer 2010 wurde er Trainer des sechstklassigen TuS Bad Waltersdorf, mit dem er als Meister der Unterliga Ost in die Oberliga aufstieg. Im November 2011 verließ er Bad Waltersdorf. Im Dezember 2011 übernahm er den viertklassigen UFC Jennersdorf. Nach der Saison 2011/12 verließ er die Burgenländer wieder.
Im April 2013 wurde Hödl Trainer des fünftklassigen USC Sonnhofen. Im Oktober 2013 trennte man sich von Hödl. Im September 2014 wurde er Trainer des viertklassigen USV St. Anna. Im Mai 2016 trennte sich St. Anna von Hödl.
Ab der Saison 2017/18 war Hödl wieder Trainer der Zweitmannschaft von Weiz, die er bis Oktober 2017 trainierte. Im November 2017 übernahm er den fünftklassigen SV Rohrbach/Lafnitz. Zur Saison 2018/19 wurde er Trainer des Regionalligisten SC Weiz. Im Mai 2019 wurde er durch Georg Kaufmann ersetzt.
Zur Saison 2019/20 hätte er Trainer des Zweitligisten Grazer AK werden sollen. Im Juni 2019 wurde jedoch der bisherige Teamchef David Preiß wieder Cheftrainer, nachdem dessen Trainerlizenz auch für die 2. Liga zugelassen worden war. Hödl wechselte dennoch zum GAK und wurde Co-Trainer von Preiß. Nach der Beurlaubung von Preiß wurde er im Februar 2020 interimistisch Cheftrainer der Grazer. Nach einem Spiel als Cheftrainer wurde er von Gernot Plassnegger abgelöst.